# 松野弘
松野 弘氏（まつの ひろし、1947年-）は、日本の社会学者・経営学者・環境学者、博士（人間科学）。オーフス大学客員教授（デンマーク）。
千葉大学大学院教授／千葉大学ＣＳＲ研究センター長、千葉大学客員教授、早稲田大学大学院客員教授、千葉大学客員教授、日本学術会議連携会員等を歴任。

## 研究分野
- 産業社会論/CSR論・「企業と社会」論
- 地域社会論/まちづくり論
- 環境思想論/環境社会論

## 経歴
- 1947年岡山県津山市生まれ。
- 1966年 岡山県立津山高校卒業。
- 1970年早稲田大学第一文学部社会学専攻卒業。

## 職歴
- 1970年　電通入社[1]。国際広告局勤務。
- 1976年　パイオニア入社[2]。国際部アメリカ課勤務。
- 1982年　日本総合研究所入所[3] 社会問題・産業問題等の主任研究員。
- 1990年　山梨学院大学経営情報学部助教授[4]。
- 1998年　日本大学文理学部教授、同大学院文学研究科教授・大学院総合社会情報研究科教授(兼担)
- 2008年-2013年　千葉大学大学院人文社会科学研究科教授、千葉大学CSR研究センター長、千葉大学・環境健康フィールド科学センター/千葉大学予防医学センター教授(兼務)、千葉大学グランドフェロー。
- 2014年-2018年　千葉商科大学人間社会学部教授。
- 2018年－現在 岡山県津山市みらい戦略ディレクター。
- 2021年 オーフス大学客員教授（デンマーク）
- 一般社団法人 ソーシャルプロダクツ普及推進協会 副会長(理事)。
- 「企業と社会」フォーラム　理事。
- 環境経営学会理事・評議員
- 現代社会総合研究所理事長・所長。
- 大学未来総合研究所理事長・所長。
- 早稲田大学スポーツビジネス研究所・スポーツCSR研究会会長。
- 日本学術会議第20期・第21期連携会員。
- アメリカ社会学会正会員、国際社会学会終身会員、日本社会学会会員、日本経営学会会員。

## 学位論文
「地域社会の形成と変革：地域社会論への現代的視点とまちづくりの役割」、博士（人間科学、早稲田大学）、2004年1月。

## 受賞
- 1995年　まちづくり学会学術賞[5]
- 1998年　まちづくり学会学術賞

## 著書
- 現代地域社会論の展開－新しい地域社会形成とまちづくりの役割 （ぎょうせい 1997年6月） ISBN 978-4-324-05196-2
- 地域社会形成の思想と論理－ 参加・協働・自治 （ミネルヴァ書房 2004年7月） ISBN 978-4-623-04097-1
- 環境思想とは何か－環境主義からエコロジズムへ （ちくま新書 2009年11月） ISBN 978-4-480-06519-3
- 大学生のための知的勉強術 （講談社現代新書 2010年4月） ISBN 978-4-06-288046-6
- 大学教授の資格 （NTT出版ライブラリーレゾナント  2010年8月） ISBN 978-4-7571-4250-3
- 現代環境思想論 （ミネルヴァ書房 2014年6月） ISBN 978-4-623-06751-0
- 講座 社会人教授入門 （ミネルヴァ書房 2019年2月） ISBN 978-4-623-08469-2
- 「企業と社会」論とは何か （ミネルヴァ書房 2019年1月） ISBN 978-4-623-07589-8

## 編著
- サラリーマン社会小事典 （講談社現代新書　講談社 2001年8月）ISBN 978-4-06-149564-7
- 大学生のための「社会常識」講座―社会人基礎力を身に付ける方法 （ミネルヴァ書房 2011年7月）ISBN 978-4-623-05974-4
- 現代社会論 （ミネルヴァ書房 2017年1月）ISBN 978-4-623-07797-7
- 社会学史入門 (監修)（ミネルヴァ書房 2019年4月）ISBN 978-4-623-08829-4

## 共編著
- 講座まちづくり開発入門 （森巌夫共編 ぎょうせい 1992年7月）
- 現代企業の構図と戦略 転換期の産業社会と企業活動の革新 （小阪隆秀共編著 中央経済社 1999年12月）
- 「企業の社会的責任論」の形成と展開 （堀越芳昭、合力知工共編著 ミネルヴァ書房 2006年2月）
- 現代地域問題の研究 対立的位相から協働的位相へ （土岐寛、徳田賢二共編著 ミネルヴァ書房 2009年4月）

## 翻訳
- 万物寿命事典 ブラックホールから流行まで フランク・ケンディッグ,リチャード・ハットン、 川勝久・松野 弘訳(講談社 1983年11月 )-(ブルーバックス)
- マーケティングチェックリスト 変化対応戦略成功の秘訣 A.ウィルソン、川勝 久・松野 弘 (プレジデント社 1986年4月)
- 古今の名将に学ぶ経営戦略 デービッド・ロジャース、 川勝久・松野 弘訳 (ティビーエス・ブリタニカ 1989年11月)
- 管理職13の大罪 W.スティーヴン・ブラウン (ティビーエス・ブリタニカ 1992年4月)、「管理職べからず教本」小学館文庫、「マネジャー13の大罪」日本経済新聞出版社 2010－10数版を重ねるベストセラー。
- 自然の権利 環境倫理の文明史 ロデリック・F.ナッシュ、訳(ティビーエス・ブリタニカ 1993年10月  後、ちくま学芸文庫、ミネルヴァ書房)
- 21世紀環境社会への挑戦 レスター・R・ブラウン (小原嘉文監修・監訳 ワールドウォッチジャパン 1994年6月)
- 社会にやさしい企業 経営思想の革新と企業的社会政策の展開 ネイル・J.ミッチェル 小阪隆秀と監訳 同友館 2003年5月
- 自由主義の二つの顔 価値多元主義と共生の政治哲学 ジョン・グレイ(監訳 ミネルヴァ書房 2006年9月)
- 環境社会学 社会構築主義的観点から ジョン・A.ハニガン(監訳 ミネルヴァ書房 2007年10月)
- 新しいリベラリズム 台頭する市民活動パワー ジェフリー・M.ベリー (監訳 ミネルヴァ書房 2009年2月)
- ハイパーカルチャー 高速社会の衝撃とゆくえ S.バートマン (監訳 ミネルヴァ書房 2010年4月)
- 緑の国家 民主主義と主権の再考 ロビン・エッカースレイ(監訳 岩波書店 2010年12月)
- 企業と社会（上巻）(下巻)ジェームズ・E.ポスト, アン・T.ローレンス, ジェームズ・ウェーバー 監訳 松野弘・小阪隆秀・谷本寛二(ミネルヴァ書房 2012年3月)